# Renate Kaffl
Renate Kaffl (* 18. April 1918 in München; † 3. Februar 2003 ebenda) war eine deutsche Journalistin und Politikerin (CSU).
Nachdem sie ihr Abitur am Münchner Luisengymnasium erhalten hatte, wurde Kaffl in den Arbeitsdienst eingezogen. Im Anschluss daran studierte sie Publizistik, Geschichte, Bayerische Landesgeschichte und Anglistik an der Universität München und war einige Jahre lang als freie Journalistin tätig. 1960 wurde sie Landes- und Pressereferentin, Redakteurin und Geschäftsführerin des Katholischen Frauenbundes in Bayern und der Pfalz. Im selben Jahr wurde sie zur Landessekretärin des KDFB gewählt, bis sie 1963 stellvertretende Landesvorsitzende wurde, in dieses Amt wurde sie 1967 und 1970 wieder gewählt. Nach dem Besuch einiger Kurse für Erwachsenenbildner war sie für die Erwachsenenbildung in der Erzdiözese München und Freising angestellt. Darüber hinaus war sie im Landeskomitee der Katholiken in Bayern und in verschiedenen Gremien der Müttererholung, der Familien- und Altenpflege, der Ehe- und Familienberatung aktiv.
Politisch aktiv war Kaffl bei der CSU sowie der Frauen-Union, denen sie im Mai 1963 beitrat. Dort führte sie zahlreiche Funktionen aus. Am 17. August 1972 rückte sie für Peter Schnell in den Bayerischen Landtag nach, dem sie bis 1974 angehörte.